# 니콜 파커
니콜 파커(Nicole Parker, 1978년 2월 21일 ~ )는 미국의 배우이다.

## 출연 작품
- 퍼니 피플 (2009)
- 디재스터 무비 (2008)
- 미트 더 스파르탄 (2008)